# Maria Paz Mendoza-Guazon

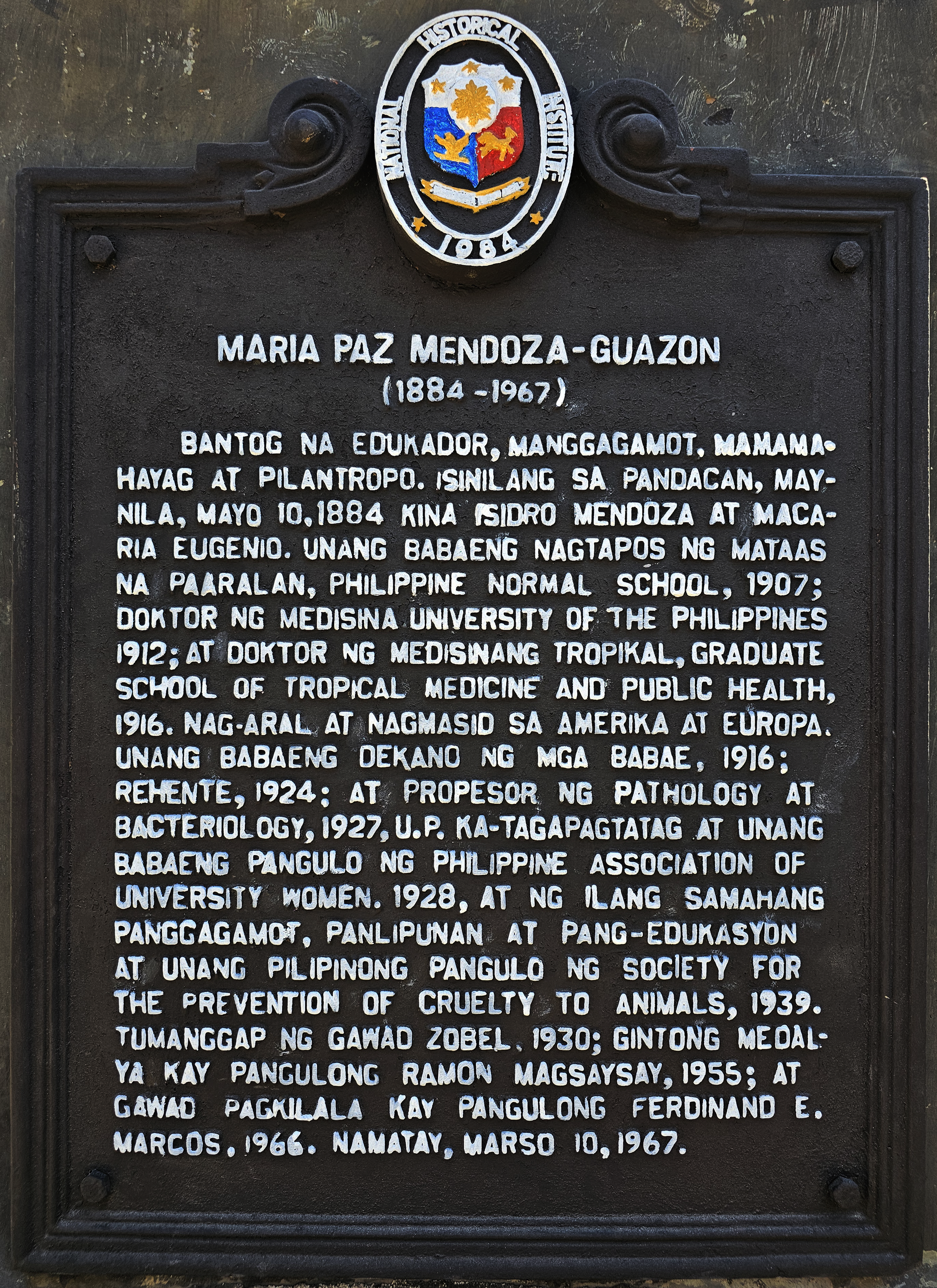
Maria Paz Mendoza-Guazon, Historischer Marker in Manila

 Maria Paz Mendoza-Guazon   (* 10. Mai 1884 in Manila, Philippinen; † 10. März 1967 ebenda) war eine philippinische Medizinerin, Wissenschaftlerin, Schriftstellerin, Sozialreformerin und Philanthropin. Sie war die erste Ärztin der Philippinen.

## Leben und Werk
Mendoza-Guazon wurde 1884 in Pandacan, Manila, geboren. 1912 schloss sie als erste Frau das College of Medicine der Universität der Philippinen ab. Sie war die erste Filipina, die auf einen Lehrstuhl an der Universität der Philippinen berufen wurde, das erste weibliche Mitglied des Board of Regents derselben Universität und wurde bis 1924 mehrfach wiedergewählt. Paz Mendoza Guazons Notas de viajeist ist eine Sammlung von Kommentaren, die sie während ihrer einjährigen Reise in die USA, Europa und den Nahen Osten im Rahmen eines Bildungsprogramms der philippinischen Regierung verfasste.
Wie auch in anderen Staaten setzte sie sich als erste Ärztin des Landes für das Frauenwahlrecht ein. Sie rief die Women Citizins League ins Leben und die Frauen begannen, mit Veranstaltungen und durch Weitergabe von Informationen an die Presse für das Frauenwahlrecht zu begeistern. Mendoza–Guazon war die Gründerin und erste Präsidentin der Philippine Association of University Women und die erste geschäftsführende Herausgeberin deren offiziellen Organs The Woman’s World. Sie war auch die Gründerin der National League of Filipino Women.
Sie zeichnete sich durch ihre Forschungen in der Pathologie aus und war die erste, die die Mediziner auf Bangungut aufmerksam machte, eine Todesart, die damals nur bei den Filipinos auf den Philippinen und auf Hawaii bekannt war. Der schnelle, unerwartete Tod zuvor gesunder philippinischer Männer im Schlaf ist ein Phänomen, das, obwohl es in seinen klinisch-pathologischen Manifestationen bemerkenswert stereotyp ist, bislang nie zufriedenstellend erklärt wurde.

## Ehrungen
1951 erhielt Mendoza-Guazon eine Goldmedaille der Philippine Women University. 1966 erhielt sie drei besondere Auszeichnungen: Die Philippine Federation of Private Medical Practitioners verlieh ihr am 3. März 1966 den Distinguished Senior Physician Award. Am 30. April desselben Jahres erhielt sie den Presidential Merit Award und einen Monat später wurde ihr von der Centro Escolar University der Grad eines Doktors der Geisteswissenschaften, Honoris Causa, verliehen. Für ihr Werk Notas de Viaje erhielt sie 1930 den philippinischen Literaturpreis Premio Zobel. Eine Straße in Paco, Manila, wurde ihr zu Ehren in „Maria Paz Mendoza Guazon Street“ umbenannt und eine Briefmarke wurde mit ihrem Porträt veröffentlicht.
Sie war mit dem Arzt Potenciano Guazon verheiratet und starb 1967 an einem Herzinfarkt.

## Veröffentlichungen (Auswahl)
- P. Algunas notas sobre bangungut. In: Revista Filipina de Medicina Y Farmacia, 1917, S. 437–442.
- The Development and Progress of the Filipino Women. Bureau of Printing, 1928.
- Un Paseo Por La Modernidad: Reflexiones De Paz Mendoza En Sus Notas De Viaje. 1929.